# Holland (음반)
| 전문가 평가                   | 전문가 평가 |
| 평가 점수                     | 평가 점수   |
| 출처                          | 점수        |
| ----------------------------- | ----------- |
| AllMusic                      | [ 2 ]       |
| Blender                       | [ 3 ]       |
| Christgau's Record Guide      | C           |
| Encyclopedia of Popular Music | [ 5 ]       |
| Mojo                          | (favorable) |
| MusicHound                    | 3/5         |
| Rolling Stone                 | (favorable) |

《Holland》는 1973년 1월 8일에 발매된 미국의 록 밴드 비치 보이스의 열아홉 번째 스튜디오 음반이다. 밴드가 자체 프로듀싱한 이 음반은 미국에서 36위, 영국에서는 20위로 정점을 찍었다. 이 음반은 블론디 채플린과 리키 파타르가 참여하는 스튜디오 녹음 2개 중 두 번째 음반으로, 전년에 밴드에 합류해 《Carl and the Passions – "So Tough"》를 녹음했다. 잭 릴리의 관리 하에 만들어진 세 번째이자 마지막 스튜디오 음반이기도 하다.

## 녹음
전 비치 보이스 멤버 브루스 존스턴은 이 그룹이 프랑스에서 새 음반을 녹음할 것을 제안했다. "하지만 어찌된 일인지 결국 홀란트에서 녹화되었습니다. 몰래 내려와 보컬을 해야 했어요.... 밴드를 탈퇴했음에도 불구하고 여전히 음반으로 노래를 불렀습니다." 이 음반을 녹음하기 위해, 이 밴드의 멤버들과 그들의 가족들은 네덜란드의 바암브루게로 이사를 갔고, 보컬리스트이자 기타리스트인 앨 자딘은 나중에 다음과 같이 논평했다. "홀란트에 있는 것은 힘들었어요. 우리는 소 목초지 옆에 있는 차고에서 집에서 만든 작은 작은 작업실에서 하루 종일 일하고 있었습니다. 네, 힘들었어요. 우리는 정확한 전기조차 없었습니다.... 그래서 그런 종류의 전기소리는 우리 장비의 소리에 영향을 끼쳤습니다. 엇갈린 축복이었어요."
음반 커버는 암스테르담 중심부의 운하인 크롬메 발에 있는 예인선을 그리고 있다.

## 곡 목록
| #            | 제목                                     | 작사·작곡                                                        | 리드 보컬                    | 재생 시간 |
| ------------ | ---------------------------------------- | ---------------------------------------------------------------- | ---------------------------- | --------- |
| 1.           | 〈Sail On, Sailor〉                      | 브라이언 윌슨, 탠딘 알머, 레이 케네디, 잭 릴리, 반 다이크 파크스 | 블론디 채플린                | 3:20      |
| 2.           | 〈Steamboat〉                            | 데니스 윌슨, 릴리                                                | 칼 윌슨, 데니스 윌슨         | 4:33      |
| 3.           | 〈California Saga: Big Sur〉             | 마이크 러브                                                      | 마이크 러브                  | 2:56      |
| 4.           | 〈California Saga: The Beaks of Eagles〉 | 로빈슨 제퍼스, 앨 자딘, 린다 자딘                                | 러브, 앨 자딘                | 3:49      |
| 5.           | 〈California Saga: California〉          | A. 자딘                                                          | 러브 (인트로: 브라이언 윌슨) | 3:21      |
| 총 재생 시간 | 총 재생 시간                             | 총 재생 시간                                                     | 총 재생 시간                 | 17:59     |

| #            | 제목                  | 작사·작곡                           | 리드 보컬                           | 재생 시간 |
| ------------ | --------------------- | ----------------------------------- | ----------------------------------- | --------- |
| 1.           | 〈The Trader〉        | C. 윌슨, 릴리                       | C. 윌슨                             | 5:04      |
| 2.           | 〈Leaving This Town〉 | 리키 파타르, 블론디 채플린, C. 윌슨 | 리키 파타르, 채플린                 | 5:49      |
| 3.           | 〈Only with You〉     | D. 윌슨, 러브                       | C. 윌슨                             | 2:59      |
| 4.           | 〈Funky Pretty〉      | B. 윌슨, 러브, 릴리                 | C. 윌슨, 자딘, 채플린, 파타르, 러브 | 4:09      |
| 총 재생 시간 | 총 재생 시간          | 총 재생 시간                        | 총 재생 시간                        | 18:01     |